# Evropské sdružení výrobců dvojkolí
Evropské sdružení výrobců dvojkolí (anglicky European Railway Wheels Association, zkratka ERWA) je výborem Unie evropského železničního průmyslu, UNIFE (Union des Industries Ferroviaires Européennes) a sdružuje 11 výrobců železničních kol a dvojkolí z devíti evropských zemí.
- Bochumer Verein Verkehrstechnik
- Bonatrans
- CAF
- Gutehoffnungshütte Radsatz
- Lucchini RS
- Lucchini Sweden
- Lucchini UK
- Lucchini Poland
- Radsatzfabrik Ilsenburg
- MG Valdunes
- Valdunes Belux